# Tania Anisimova
Tania Anisimova (nombre completo en ruso Татьяна Михайловна Анисимова, Tatiana Mijailovna Anisimova), nacida el 15 de febrero de 1966, es una violonchelista y compositora rusa radicada en Estados Unidos.

## Trayectoria
Nació en la ciudad chechena de Grozni y forma parte de una familia de científicos: su padre, el Dr. Mijaíl Anisimov, es un físico muy conocido. Su madre era química y una pianista y cantante consumada que murió en 1981. Tania comenzó a estudiar violonchelo a los siete años con Zoia Kamisheva y dio su primera actuación pública el mismo año. Después de graduarse con honores del Conservatorio de Moscú (1989), donde estudió con Igor Gavrysh, Anisimova continuó sus estudios de violonchelo con George Neikrug en la Universidad de Boston (Diploma, 1992). Mientras estaba en Boston, apareció regularmente en la radio pública WGBH. En 1992, Anisimova fue invitada por Aldo Parisot para trabajar en su Doctorado en Artes Musicales en Yale. Se graduó de la Escuela de Música de Yale en 1995. En su tesis doctoral, se centró en las obras de Bach para violín solo y violonchelo solo y su interconexión.
También en 1995, Anisimova y su esposo, el artista Aleksandr Anufriev, pasaron cuatro meses en el Centro de Artes Creativas de Virginia por invitación del director de la VCCA, William Smart. En el otoño de 1995, Anisimova y Anufriev presentaron con éxito su proyecto multimedia titulado Angels on Mt. San Angelo, cuya parte visual incluía seis lienzos, con ángeles que representan seis colores de un espectro, todos pintados por Anufriev. La parte de audio consistió en la audición de 'Song on Mt. San Angelo' de Anisimova, que se interpretó en vivo durante la presentación del proyecto. Un año más tarde, el proyecto se repitió con éxito en la Iglesia de San Marcos en Capitol Hill, Washington, D.C.
En 1999, Anisimova inicia la recuperación y, en consecuencia, se convirtió en la directora artística de la Serie de Conciertos de la ratonera en la histórica ciudad de Washington Grove, Maryland. Artistas invitados de la serie han incluido a Claude Frank, Natalia Gutman, Elisso Virsaladze, Paul Katz, el cuarteto de San Petersburgo, el cuarteto Calder, el Thibaud Trío, Paul Galbraith, Tigran Alijanov, Igor Gavrysh, entre otros. Desde 2001, Tania Anisimova y su esposo viven en la Cordillera Azul de la región de Virginia Central. Anisimova divide su tiempo entre las giras, la composición y grabaciones.

## Estilo
La prensa la ha descrito como una artista con "autoridad espiritual" y "una inteligencia musical refinada"; sus actuaciones, como "reflexivas y poderosas, seductoras y energizantes". Sus interpretaciones, como "invariablemente llenas de personalidad y carácter".
La música original de Anisimova ha sido citada como "profundamente emocional", "mística" y "unida a un sentido de fantasía salvaje y un control estudiado". De las improvisaciones en vivo de la intérprete con su propia vocalización, se ha dicho que tienen "armonías sutiles" y "una melodía muy refinada, claramente en estilo eslavo". Joseph McLellan llamó a las improvisaciones de Anisimova "vocalizaciones poderosamente evocadoras, que cantó con una voz pura, controlada con precisión".

## Discografía
- 1. "Music from Mt. San Angelo," 1995 The Virginia Center for the Creative Arts
- 2. J.S. Bach, "Seis Sonatas y Partitas para Violín de Solo," 2001 Cellestial
- 3. J.S. Bach, Seis Suites para Cello, 2002  Volumen 1, Suites Núm. 1, 3 & 5
- 4. J.S. Bach, Seis Suites para Cello, 2004 Volumen 2, Suites Núm. 2, 4 & 6  Cellestial
- 5. "Concierto en Moscú," 2003 Cellestial
- 6. " Alma Sufi," 2006   Cellestial
- 7. "Mystical Strings-Enchanted Cello," 2007 The Synchronicity Foundation

## Obras originales
- "Seasons," Concerto for cello and orchestra, 2008
- "Icelandic Ballad," for cello and piano, 2007
- "Caravan" for two cellos, 2007
- Trio – Toccata for violin, piano and cello, 2007
- "Adonai" for cello and string orchestra, 2006
- "Sufi Suite" for cello scordatura and voice, 2006
- "Mexico-Moscow" for cello and piano, 2005
- Quintet – Concerto for cello and string quartet, 2005
- "Cynthia" for flute and cello, 2004
- "A Souvenir from St. Petersburg" for solo cello, 2003
- "September 11", for solo cello, 2001
- "Voice of Chechnya" for cello and piano, 2000
- "A Morning Star" for Three Cellos, 1999
- 'Song on Mt. San Angelo' for solo cello, 1995

## Transcripciones y arreglos para violonchelo.
- 1995-2001, J.S. Bach, Sonatas completas y Partitas para violín solo
- 2002, Francouer-Anisimova, Sonata para dos violoncelos en D (inspirado en la Cello Sonata en E Major)
- 2008, Locatelli-Anisimova, Sonata para violonchelo y piano (basada en la versión original para violín )
- 2003-2005, Ludwig van Beethoven, Sonatas completas para violín y piano
- 2006-2008, Johannes Brahms, Sonatas completas para violín y piano
- 2004, Pablo de Sarasate, Playera, Aires gitanos
- 2004, Marin Marais, La Folia
- 2003, Diniku, Hora-Staccatto